# The Hits Collection (Prince)
The Hits Collection è una raccolta di video musicali pubblicato nel 1993 dalla Warner Home Video, per accompagnare il Greatest Hits, The Hits/The B-Sides di Prince. Essendo una singola VHS cassetta/DVD, la collezione è lungo solo un'ora ed esclude molte tracce dalla versione audio. Molti dei suoi più grandi successi come When Doves Cry, Batdance e U Got the Look sono stati lasciati fuori dalla raccolta, mentre il Karaoke di video-style per Sign o' the Times è stato incluso. La collezione comprendeva alcuni dei video più vecchi di Prince, che raramente si vedono in televisione.

## Tracce
1. "Peach" (regia di Parris Patton)
2. "Uptown" (regia sconosciuta)
3. "1999" (regia di Bruce Gowers)
4. "Alphabet St." (regia di Patrick Epstein)
5. "Sign o' the Times" (regia di Bill Konersman)
6. "Diamonds and Pearls" (regia di Rebecca Blake)
7. "Controversy" (regia di Bruce Gowers)
8. "Dirty Mind" (regia sconosciuta)
9. "I Wanna Be Your Lover" (regia sconosciuta)
10. "Little Red Corvette" (regia di Bryan Greenberg)
11. "I Would Die 4 U" (regia di Paul Becher)
12. "Raspberry Beret" (regia di Prince)
13. "Kiss" (regia di Rebecca Blake)
14. "Cream" (regia di Rebecca Blake)
15. "7" (regia di Sotera Tschetter)

### Tracce mancanti dalla collezione
- "Why You Wanna Treat Me So Bad?" (regia sconosciuta)
- "When Doves Cry" (regia di Larry Williams)
- "Let's Go Crazy" (regia di Albert Magnoli)
- "Purple Rain" (regia di Albert Magnoli)
- "4 the Tears in Your Eyes" (regia sconosciuta)
- "U Got the Look" (regia di David Hogan)
- "I Could Never Take the Place of Your Man" (regia di Prince e Albert Magnoli)
- "Thieves in the Temple" (regia di Prince)
- "Gett Off" (regia di Randee St. Nicholas)
- "Sexy M.F." (regia di Parris Patton)
- "Pink Cashmere" (regia di James Hyman)
- "Nothing Compares 2 U" (regia sconosciuta)